# حمزة الضبي
حمزة بن عمرو الضبي، واسمه حمزة بن عمرو العائذى، وكنيته أبو عمر، تابعي مُحدث من أهل البصرة، روى له مسلم بن الحجاج، وأبو داود، والنسائي.

## روايته للحديث النبوي
- روى عن: أنس بن مالك، وعلقمة بن وائل الحضرمي، وعُمَر بن عبد الرحمن بن الحارث بن هشام.
- روى عنه: شعبة بن الحجاج، وابنه عُمَر بن حمزة الضبي، وعنطوانة السعدي، وعوف الأعرابي.[1]
- الجرح والتعديل: ذكره ابن حبان في كتاب الثقات، قال أبو حاتم الرازي: «شيخ». وَقَال النسائي: «ثقة»،[2] روى له مسلم بن الحجاج، وأبو داود، والنسائي.[1]